# Втрати 247-го десантно-штурмового полку
У статті наведено подробиці втрат 247-го десантно-штурмового полку Збройних сил РФ к різних військових конфліктах. 247-й полк брав участь у Дагестанській війні, у Другій чеченській війні, у війні з Грузією у 2008 році, а також у військовій інтервенції в Сирії.
У 2014 році підрозділи полку брали участь у військових операціях в ході збройної агресії РФ проти України. У 2022 році полк бере участь у російському вторгненні в Україну з 24 лютого 2022 року.

## Друга чеченська війна
| п/п | Прізвище, ім'я, по-батькові                                           | Звання           | Дата народження | Дата смерті | Місце смерті                |
| --- | --------------------------------------------------------------------- | ---------------- | --------------- | ----------- | --------------------------- |
| 1.  | Деревенський Сергій Павлович (рос. Деревенский Сергей Павлович)       | рядовий          | 12.11.1980      | 15.08.1999  | Ботліхський район, Дагестан |
| 2.  | Зацепін Олександр Сергійович (рос. Зацепин Александр Сергеевич)       | рядовий          | 30.10.1980      | 17.08.1999  | Ботліхський район, Дагестан |
| 3.  | Пиж'янов Олександр Геннадійович (рос. Пыжьянов Александр Геннадьевич) | рядовий          | 14.12.1979      | 18.08.1999  | Ботліхський район, Дагестан |
| 4.  | Александров Роман Сергійович (рос. Александров Роман Сергеевич)       | рядовий          |                 | 18.08.1999  | Ботліхський район, Дагестан |
| 5.  | Хоменко Ігор Володимирович (рос. Хоменко Игорь Владимирович)          | капітан          | 19.01.1967      | 22.08.1999  | Ботліхський район, Дагестан |
| 6.  | Чумак Юрій Олексійович (рос. Чумак Юрий Алексеевич)                   | сержант          | 25.07.1977      | 22.08.1999  | Ботліхський район, Дагестан |
| 7.  | Степушкін Олександр Велірович (рос. Степушкин Александр Велирович)    | молодший сержант |                 | 22.08.1999  | Ботліхський район, Дагестан |
| 8.  | Бадрудтінов Ільнур Галійович (рос. Батрутдинов Ильсур Галиевич)       | рядовий          |                 | 23.08.1999  | Ботліхський район, Дагестан |

## Російсько-українська війна
| п/п | Прізвище, ім'я, по-батькові                                                        | Звання                                                     | Дата народження | Дата смерті   | Місце смерті          |
| --- | ---------------------------------------------------------------------------------- | ---------------------------------------------------------- | --------------- | ------------- | --------------------- |
| 1.  | Данилян Артур Бабкенович (рос. Данилян Артур Бабкенович)                           |                                                            | 08.07.1989      | 19.08.2014    | Донецька область      |
| 2.  | Шараборин Микола В'ячеславович (рос. Шараборин Николай Вячеславович)               |                                                            | 09.05.1989      | 29.08.2014    | Донецька область      |
| 3.  | Страх Денис Олександрович (рос. Страх Денис Александрович)                         |                                                            | 26.03.1990      | 29.08.2014    |                       |
| 4.  | Сичов Семен (рос. Сычёв Семён)                                                     | єфрейтор                                                   | 1994            | 08.08.2016    | дамба на затоці Сиваш |
| 5.  | Гаджімагомедов Нурмагомед Енгельсович (рос. Гаджимагомедов Нурмагомед Энгельсович) | старший лейтенант, командир роти                           | 29.09.1996      | 24.02.2022    |                       |
| 6.  | Медведєв Максим Володимирович (рос. Медведев Максим Владимирович)                  | сержант                                                    | 12.1988         | 24.02.2022    |                       |
| 7.  | Вітовтов Ігор Олександрович (рос. Витовтов Игорь Александрович)                    | молодший сержант                                           | 24.12.1990      | 24.02.2022    | Нова Каховка          |
| 8.  | Костін Павло Євгенович (рос. Костин Павел Евгеньевич)                              | рядовий                                                    | 30.01.2002      | 24.02.2022    |                       |
| 9.  | Лисенко Олександр Васильович (рос. Лысенко Александр Васильевич)                   | капітан, командир розвідувальної роти                      | 15.04.1990      | 24.02.2022    |                       |
| 10. | Богданов Вадим Дмитрович (рос. Богданов Вадим Дмитриевич)                          | сержант                                                    | 07.07.1993      | 26.02.2022    |                       |
| 11. | Вечерка Микола Анатолійович (рос. Вечерка Николай Анатольевич)                     |                                                            |                 | 26.02.2022    |                       |
| 12. | Зорін Денис Ігорович (рос. Зорин Денис Игоревич)                                   | старший лейтенант                                          | 19.12.1991      | 26.02.2022    | Нова Каховка          |
| 13. | Скібо Дмитро Олександрович (рос. Скибо Дмитрий Александрович)                      | сержант                                                    | 10.1993         | 26.02.2022    |                       |
| 14. | Смірнов Вадим Сергійович (рос. Смирнов Вадим Сергеевич)                            | майор, начальник штабу                                     | 11.01.1989      | 26.02.2022    |                       |
| 15. | Дінека Олексій Вікторович (рос. Динека Алексей Викторович)                         | майор, заступник начальника штабу                          | 22.05.1984      | 26.02.2022    |                       |
| 16. | Соловйов Андрій Миколайович (рос. Соловьёв Андрей Николаевич)                      | старший прапорщик                                          | 20.10.1974      | 26.02.2022    |                       |
| 17. | Яборов Кирило Костянтинович (рос. Яборов Кирилл Константинович)                    | єфрейтор                                                   | 01.10.1995      | 26.02.2022    |                       |
| 18. | Воробйов Анатолій (рос. Воробьёв Анатолий)                                         | рядовой, старший розвідник                                 |                 | 26.02.2022    |                       |
| 19. | Павшенко Дмитро Анатолійович (рос. Павшенко Дмитрий Анатольевич)                   | єфрейтор, старший стрілець-сапер                           | 1994            | 04.03.2022    |                       |
| 20. | Лучихін Володимир (рос. Лучихин Владимир)                                          | лейтенант, командир взводу                                 |                 | 04.03.2022    | Миколаївська область  |
| 21. | Бреєв Олександр Олександрович (рос. Бреев Александр Александрович)                 |                                                            | 25.04.1989      | 04.03.2022    | Миколаївська область  |
| 22. | Зізевський Костянтин Володимирович (рос. Зизевский Константин Владимирович)        | полковник, командир полку                                  | 09.02.1977      | 05.03.2022    | Херсонська область    |
| 23. | Гаврилов Микита Дмитрович (рос. Гаврилов Никита Дмитриевич)                        | старший лейтенант, командир взводу                         | 10.02.1995      | 05.03.2022    |                       |
| 24. | Луценко Данило Геннадійович (рос. Луценко Даниил Геннадьевич)                      | молодший сержант, навідник-оператор                        |                 | до 07.03.2022 |                       |
| 25. | Бєлий Микола (рос. Белый Николай)                                                  | старший лейтенант, командир взводу 5 дшр                   |                 | до 8.03.2022  |                       |
| 26. | Садиков Владислав Вадимович (рос. Садыков Владислав Вадимович)                     | старший лейтенант, командир взводу                         |                 | до 10.03.2022 |                       |
| 27. | Чернишов Дмитро Валерійович (рос. Чернышев Дмитрий Валерьевич)                     | лейтенант, командир взводу                                 | 8.11.1997       | до 11.03.2022 |                       |
| 28. | Іванов Євген (рос. Иванов Евгений)                                                 | капітан, командир взводу                                   |                 | до 11.03.2022 |                       |
| 29. | Тисячний Сергій Володимирович (рос. Тысячный Сергей Владимирович)                  | старший прапорщик                                          |                 | до 13.03.2022 |                       |
| 30. | Абрамчик Сергій Олександрович (рос. Абрамчик Сергей Александрович)                 | єфрейтор                                                   | 10.04.1996      | до 14.03.2022 |                       |
| 31. | Шакіров Ілдар Фідасович (рос. Шакиров Илдар Фидасович)                             | старший сержант, командир відділення розвідроти            |                 | до 22.04.2022 |                       |
| 32. | Самохін Дмитро Олександрович (рос. Самохин Дмитрий Александрович)                  | рядовий                                                    | 06.08.2000      | до 13.05.2022 | Миколаївська область  |
| 33. | Радін Руслан (рос. Радин Руслан)                                                   |                                                            | 1991            | 13.05.2022    |                       |
| 34. | Кузнєцов Антон Євгенович (рос. Кузнецов Антон Евгеньевич)                          | майор, заступник командира батальйону                      |                 | 31.08.2022    |                       |
| 35. | Тараканов Данило Сергійович (рос. Тараканов Данил Сергеевич)                       | рядовий                                                    |                 | до 02.09.2022 |                       |
| 36. | Лагодін Євген Миколайович (рос. Лагодин Евгений Николаевич)                        | єфрейтор                                                   | 23.02.1999      | 05.03.2023    |                       |
| 37. | Лисицький Дмитро Михайлович (рос. Лисицкий Дмитрий Михайлович)                     | підполковник, командир батальйону                          |                 | 26.03.2023    | Ставрополь            |
| 38. | Єлісєєв Сергій Анатолійович (рос. Елисеев Сергей Анатольевич)                      | підполковник, командир самохідно-артилерійського дивізіону | 19.02.1974      | 17.06.2023    |                       |
| 39. | Гармашов Максим Сергійович (рос. Гармашов Максим Сергеевич)                        | майор, заступник командира батальйону                      | 03.01.1981      | 15.08.2023    |                       |
| 40. | Попов Василь Вікторович (рос. Попов Василий Викторович)                            | підполковник, командир полку                               |                 | 10.09.2023    |                       |
| 41. | Степанов Сергій Валерійович (рос. Степанов Сергей Валерьевич)                      |                                                            | 28.12.1981      | 16.09.2023    |                       |
| 42. | Юркевський Олександр Вадимович (рос. Юркевский Александр Вадимович)                | підполковник, командир батальйону                          |                 | 22.09.2023    |                       |
| 43. | Карданов Резіуан Хабасович (рос. Карданов Резиуан Хабасович)                       | старший лейтенант                                          | 30.12.1990      | 05.01.2025    |                       |